# ᴹ
Cette page contient des caractères spéciaux ou non latins. S’ils s’affichent mal (▯, ?, etc.), consultez la page d’aide Unicode.
ᴹ, appelée m majuscule en exposant, m majuscule supérieur ou lettre modificative majuscule m, est un graphème utilisé dans l’écriture du chatino et un symbole phonétique utilisé dans l’alphabet phonétique ouralien. Il est formé de la lettre majuscule latine M ‹ M › mise en exposant.

## Utilisation
En chatino, le m majuscule en exposant est utilisé pour représenter un ton: le ton super haut-bas.
Dans l’alphabet phonétique ouralien utilisé par Eliel Lagercrantz (fi) dans Lappischer Wortschatz publié en 1939, ‹ ᴹ › représente la fin non voisée dans la séquence ‹ mᴹ ›; le m minuscule ‹ m › représentant une consonne nasale bilabiale voisée et la petite capitale ‹ ᴍ › indiquant le dévoisement de celle-ci. Lagercrantz utilise plutôt une petite capitale m en exposant dans certains autres ouvrages.

## Représentations informatiques
La lettre modificative majuscule m peut être représentée avec les caractères Unicode suivants (Extensions phonétiques) :
| formes       | représentations | chaînes de caractères | points de code | descriptions                    |
| ------------ | --------------- | --------------------- | -------------- | ------------------------------- |
| modificative | ᴹ               | ᴹ                     | U+1D39         | lettre modificative majuscule m |